# Catch Me If You Can (álbum)
Catch Me If You Can es la vigésimo primera banda sonora compuesta por el grupo alemán de música electrónica Tangerine Dream. Publicada en 1993 por el sello Edel Screen se trata de la música compuesta para la película homónima dirigida por Stephen Sommers e interpretada por Matt Latanzi y Loryn Locklin en 1989.
Jim Brenholts, en su crítica para AllMusic, lo califica como "una accesible banda sonora de Tangerine Dream. Tal y como suelen ser las bandas sonoras es un excelente disco. Tal y como suelen ser las bandas sonoras de Tangerine Dream es un disco que se queda a medio camino: lo han hecho mucho peor pero también lo han hecho mucho mejor. Está destinado a quienes quieren completar la discografía del grupo."

## Producción

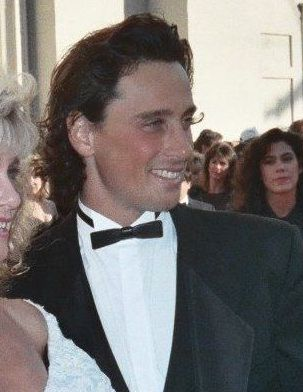
El actor y bailarín Matt Lattanzi

Ambientada en un pequeño instituto de Minnesota (Estados Unidos) Catch Me... If You Can es una comedia de acción adolescente que narra los avatares de un grupo de jóvenes que, tratando de evitar el cierre del instituto para lo que necesitan recaudar 200.000 dólares, deciden participar y apostar en una carrera ilegal de coches. 
Compuesta y grabada originalmente en 1989 por la alineación integrada por Edgar Froese y Paul Haslinger la banda sonora de la película originalmente no estaba prevista que fuera publicada. No obstante, en 1994, el sello discográfico Edel Cinema adquirió los derechos para realizar su publicación. Esta práctica ya la había realizado el sello Silva Screen con varias bandas sonoras del grupo como Dead Solid Perfect (1991) o The Park Is Mine (1991). Sin embargo no se contó con la participación directa de Tangerine Dream que, a diferencia de otros proyectos, no trabajó con el material remitido. Por ello la banda sonora se compone de un buen número de piezas de breve duración.

## Lista de canciones
| N.º | Título                           | Escritor(es)                | Duración |  |
| 1.  | «Dylan's Future»                 | Edgar Froese Paul Haslinger | 4:42     |  |
| 2.  | «Sad Melissa»                    | Edgar Froese Paul Haslinger | 2:07     |  |
| 3.  | «Fast Eddie's Car»               | Edgar Froese Paul Haslinger | 1:28     |  |
| 4.  | «Back To The Race»               | Edgar Froese Paul Haslinger | 2:15     |  |
| 5.  | «Melissa Asks Dylan Out»         | Edgar Froese Paul Haslinger | 1:14     |  |
| 6.  | «Dylan Alone At Home»            | Edgar Froese Paul Haslinger | 3:32     |  |
| 7.  | «Melissa Needs Help»             | Edgar Froese Paul Haslinger | 1:01     |  |
| 8.  | «The Kiss»                       | Edgar Froese Paul Haslinger | 0:59     |  |
| 9.  | «Racing Montage»                 | Edgar Froese Paul Haslinger | 3:40     |  |
| 10. | «The Clock Is Ticking»           | Edgar Froese Paul Haslinger | 2:13     |  |
| 11. | «Widow Maker»                    | Edgar Froese Paul Haslinger | 1:41     |  |
| 12. | «Dylan's Dream»                  | Edgar Froese Paul Haslinger | 1:25     |  |
| 13. | «Taking The Test»                | Edgar Froese Paul Haslinger | 1:27     |  |
| 14. | «Back To The Race Again»         | Edgar Froese Paul Haslinger | 2:28     |  |
| 15. | «One More Chance»                | Edgar Froese Paul Haslinger | 2:25     |  |
| 16. | «Melissa's Challenge»            | Edgar Froese Paul Haslinger | 1:25     |  |
| 17. | «Widow Maker Race»               | Edgar Froese Paul Haslinger | 2:43     |  |
| 18. | «Dylan's Triumph»                | Edgar Froese Paul Haslinger | 4:17     |  |
| 19. | «Catch Me If You Can Main Theme» | Edgar Froese Paul Haslinger | 1:45     |  |

## Personal
- Edgar Froese - interpretación y producción
- Paul Haslinger - interpretación
- Barbara Pokras - edición musical
- Joachim Hansch - productor ejecutivo